# مگردیچ تومانیان
مگردیچ تومانیان (ارمنی: Մկրտիչ Թումանյան; انگلیسی: Megerdich Toomanian; زاده ۱ ژانویه ۱۹۴۳) استاد ریاضیات در دانشگاه و نویسنده ارمنی‌تبار اهل ایران است. وی عضو پیوسته فرهنگستان علوم ایران و عضو دائم آکادمی علوم ارمنستان است. وی استاد پیش‌کسوت دانشکده علوم دانشگاه تبریز است. دکتر تومانیان ریاست شاخه ریاضی فرهنگستان علوم را به عهده دارد.

## زندگی‌نامه
مگردیچ تومانیان در سال ۱۹۴۳ میلادی (۱۳۲۲ خورشیدی) در محله جلفای اصفهان به دنیا آمد.

### تحصیلات
- دکتری ریاضی (هندسه) از دانشگاه ساوت‌همپتون انگلستان در سال ۱۹۷۵ (۱۳۵۴)
- فوق لیسانس ریاضی از دانشگاه تبریز در سال ۱۹۷۲ (۱۳۵۱)
- لیسانس ریاضی از دانشگاه تهران در سال ۱۹۶۸ (۱۳۴۷)

### زندگی شخصی
تومانیان در ۱۹۶۹ (۱۳۴۸) با آرمنوهی سرکسیانس، دانش‌آموختهٔ رشتهٔ شیمی از دانشگاه تهران، ازدواج کرد و ماحصل این ازدواج دو فرزند، مارینا تومانیان، متخصص رادیولوژی (از دانشگاه تهران) و آرا تومانیان، دکتری جی آی اِس (GIS) از دانشگاه لوند سوئد است.

### مدال‌ها و نشان‌های دریافتی
- نشان درجه یک فرهنگی، اجتماعی ارامنه (آسپت) از طرف رهبر ارامنه جهان در بیروت در سال 2011 (۱۳۹۰)
- نشان درجه یک علمی آنانیا شیراکاتسی از طرف ریاست جمهوری ارمنستان در سال 2012 (۱۳۹۱)[۲]

## فعالیت‌های علمی
- مدیریت گروه ریاضی به مدت ۸ سال
- عضو هیئت ممیزه دانشگاه تبریز به‌مدت ۱۲ سال
- عضو کمیته تخصصی شورای عالی برنامه‌ریزی در وزارت علوم به‌مدت ۱۰ سال
- از بنیانگذاران المپیاد ریاضی در ایران و عضو کمیته ملی المپیاد ریاضی
- رئیس انجمن ریاضی ایران به‌مدت ۸ سال
- عضو پیوسته و رئیس شاخه ریاضی فرهنگستان علوم ایران
- عضو آکادمی علوم جمهوری ارمنستان
- رئیس پژوهشکده ریاضی در پژوهشگاه علوم پایه در تبریز به‌مدت ۲ سال
- عضو هیئت تحریریه مجلات ریاضی IJAMS در هندوستان و JAlgebra در ارمنستان و بولتن ریاضی در انجمن ریاضی ایران
- نماینده ایران در کمیسیون بین‌المللی آموزش ریاضی به‌مدت ۲۰ سال
- چاپ ۳۰ مقاله علمی در مجلات ریاضی کشورهای ژاپن، چکسلواکی، انگلستان، ایران، ارمنستان
- از مؤسسان خانه ریاضیات پروفسور هشترودی در تبریز
- شرکت و ارائه بیش از ۴۰ مقاله علمی در کنفرانسهای داخل و خارج مخصوصاً کنفرانسهای یونسکو در تریست ایتالیا (ICTP)
- تألیف و ترجمه ۸ کتاب ریاضی
- استاد راهنمای ۷ دانشجوی دکتری و بیش از ۷۰ دانشجوی کارشناسی ارشد ریاضی
- رئیس شورای علمی اجرایی مدارس ارامنه تبریز به‌مدت ۳۰ سال
- رئیس مجمع نمایندگان ارامنه آذربایجان (مرکز تبریز)
- رئیس انجمن دانشگاهیان و فارغ‌التحصیلان ارامنه تبریز به‌مدت ۸ سال
- عضو هیئت علمی دانشگاه آزاد اسلامی واحد کرج

## تالیفات

### مقالات فارسی در مجلات و کنفرانس‌ها
- ناورداهای چند جمله‌ای برای پیوندهای روی ۳- بافته‌ها، بیست و ششمین کنفرانس ریاضی کشور در دانشگاه کرمان، فروردین ۱۳۷۴
- تدریس ریاضیات و تلاش برای بهتر کردن آن، بیست و ششمین کنفرانس ریاضی کشور در دانشگاه کرمان، فروردین ۱۳۷۴
- ریاضی گسسته و مشتق‌گیری از توابع گسسته، اولین کنفرانس دبیران ریاضی کشور در دانشگاه صنعتی اصفهان، شهریور ۱۳۷۵
- خمینه‌های چند بعدی تماماً مرزگونه، بیست و هشتمین کنفرانس ریاضی کشور، دانشگاه تبریز، فروردین ۱۳۷۶
- خمینه‌های لورنتسی خاص، سی و هفتمین کنفرانس ریاضی کشور، دیماه ۱۳۸۴، دانشگاه اهواز
- انحناهای اسکالر خمینه‌های والکر ۴ بعدی، سی و هفتمین کنفرانس ریاضی کشور، دیماه ۱۳۸۴، دانشگاه اهواز
- روند توسعه هندسه آفین در دهه اخیر، سی و هشتمین کنفرانس ریاضی کشور، دانشگاه یزد، ۱۳۸۴
- مطالعه بارش روان آب با استفاده از نظریه کاتاسترف، مجله علمی و پژوهشی دانشگاه ارومیه (پذیرش آذر ماه ۱۳۸۴)
- وجود بردارهای همگن در فضای ریمانی، سمینار تخصصی هندسه و توپولوژی، دانشگاه ارومیه ۱۳۸۵
- روش DM برای حل عددی مسائل مقدار مرزی هشتمین سمینار معادلات دیفرانسیل و سیستمهای دینامیک، دانشگاه صنعتی اصفهان، تیر ۱۳۸۷
- کارگاه دربارهٔ گروه‌ها و جبر لی، پنجمین سمینار تخصصی هندسه و توپولوژی در دانشگاه کردستان ۱۳۸۸